# François de Teck
François de Teck, duc de Teck et comte de Wurtemberg, né le 28 août 1837 à Esseg en royaume de Slavonie et décédé le 21 janvier 1900 à Richmond Park à Londres, est un sujet britannique d'origine autrichienne, père de la reine Mary de Teck. Il appartient à la branche morganatique autrichienne des ducs de Teck (en), puis britannique des marquis de Cambridge, issue de la Maison royale de Wurtemberg. Il fut président de la Royal Botanic Society.

## Biographie

### Famille

Le duc François de Teck avec son épouse la duchesse Marie-Adélaïde de Teck, le duc Philipp de Wurtemberg et la duchesse Marie Therese de Wurtemberg en Angleterre, ca. 1866

François de Teck est le fils d’Alexandre de Wurtemberg et de son épouse la comtesse Claudine Rhédey de Kis-Rhéde, titrée comtesse de Hohenstein. Issu d'un mariage morganatique, François de Teck ne fait pas partie des successeurs potentiels au trône de Wurtemberg. Il épouse le 12 juin 1866 Marie-Adélaïde de Cambridge, princesse de Grande-Bretagne (fille d’Adolphe de Cambridge, duc de Cambridge, prince de Grande-Bretagne).
Quatre enfants sont nés de cette union :
- Victoria Marie de Teck (1867-1953), reine du Royaume-Uni par son mariage avec George V en 1893 ;
- Adolphe de Teck (1868-1927), duc de Teck puis marquis de Cambridge ;
- Francis de Teck (1870-1910) ;
- Alexandre de Teck (1874-1957), comte d'Athlone, en 1904 il épouse Alice de Saxe-Cobourg-Gotha, princesse de Grande-Bretagne.

### Enfance
Lors de sa naissance, après que sa mère est titrée comtesse de Hohenstein par l'empereur Ferdinand Ier d'Autriche, il porte le titre de comte François de Hohenstein. En 1863, il est créé prince de Teck avec le prédicat d'Altesse Sérénissime, au royaume de Wurtemberg, et élevé en 1871 au titre de duc de Teck.

### Carrière militaire
Comme son père, François de Teck fait une carrière militaire dans l'armée impériale autrichienne, il est capitaine au 7e hussards lors de la Guerre austro-prussienne (1866). La même année, il quitte l'armée pour s'installer en Angleterre. Au cours de la campagne égyptienne de 1882, il devient l'adjoint du général Sir Garnet Wolseley (1833-1913). Il est promu officiellement colonel de l'armée britannique en novembre 1882, puis général de division en juillet 1893.

### La quête d'une épouse
Issu d'un mariage morganatique, François de Teck ne peut contracter une union matrimoniale avec des princesses issues de maisons royales allemandes. En outre, il dispose de peu de revenus. Le duc François de Teck épouse cependant le 12 juin 1866, à l'église Sainte-Anne de Kew (en), une cousine germaine de la reine Victoria, la princesse Marie Adélaïde de Cambridge, fille du prince Adolphe de Grande-Bretagne, duc de Cambridge.

### Difficulté financière du couple
Compte tenu du manque d'argent de François de Teck, le couple est contraint de vivre sur la petite indemnité parlementaire de Marie Adélaïde s'élevant à 5 000 £ par an. Marie-Adélaïde demande une augmentation de ses revenus à sa cousine Victoria du Royaume-Uni, mais la reine refuse. Mais le couple obtient la faveur de résider dans un appartement du Palais de Kensington et dans une maison de campagne White Lodge, un ancien pavillon de chasse à Richmond Park au Sud-Ouest de Londres.
Malgré ses faibles revenus, le couple vit de façon extravagante, il se retrouve bientôt submergé par les dettes. En 1883, pour fuir leurs créanciers, le duc et la duchesse doivent quitter le Royaume-Uni pour s'installer en Europe continentale ; ils résident avec leur famille à Florence et en Allemagne. Finalement, ils reviennent en Grande-Bretagne en 1885.
À l'occasion du son jubilé, le 1er juillet 1887, Victoria du Royaume-Uni accorde à François de Teck le titre d'Altesse. Malgré cela, le couple continua à être considéré comme des parents secondaires détenant un petit statut et peu de sources de revenus. En 1891, le sort du couple s'améliore, sa fille aînée, Victoria Marie de Teck (connue au sein de sa famille sous le surnom de May) est fiancée au prince Albert Victor de Galles. Mais huit semaines plus tard,  le 14 janvier 1892, le prince de Galles décède. Cependant, la reine Victoria, éprouvant beaucoup d'affection pour la jeune Mary, persuade le frère cadet du défunt, le prince Georges, duc d'York (futur George V du Royaume-Uni) de l'épouser.

### Décès et inhumation
Le 27 octobre 1897, l'épouse de François de Teck meurt. Veuf, il continue à demeurer à White Lodge, mais n'occupe aucune fonction royale et continue à percevoir la rente parlementaire de la défunte duchesse.
François de Teck meurt le 21 janvier 1900 à White Lodge. Un incident  pénible survint lors de l'enterrement. Le corps du défunt, gangrené, explose en plein cortège funèbre. Le duc est inhumé aux côtés de son épouse dans la chapelle Saint-Georges à Windsor.

## Titres
- François, comte d'Hohenstein (1837-1863)
- Son Altesse Sérénissime le prince de Teck (1863-1871)
- Son Altesse Sérénissime le duc de Teck (1871-1887)
- Son Altesse le duc de Teck (1887-1900)

## Distinctions
- Chevalier grand-croix de l’Ordre du Bain (division civile), 12 juin 1866[8]
- Chevalier grand-croix de l’Ordre royal de Victoria, 30 juin 1897